# غوستاف اولوفسون
غوستاف اولوفسون (بالسويدية: Gustav Olofsson)‏ هو لاعب هوكي الجليد سويدي، ولد في 1 ديسمبر 1994 في بوروس في السويد.

## وصلات خارجية
- غوستاف اولوفسون على موقع دوري الهوكي الوطني (الإنجليزية)
- غوستاف اولوفسون على موقع EliteProspects.com (الإنجليزية)
- غوستاف اولوفسون على موقع Eurohockey.com (الإنجليزية)
- غوستاف اولوفسون على موقع HockeyDB.com (الإنجليزية)
- غوستاف اولوفسون على موقع Hockey-Reference.com (الإنجليزية)